# René Taesch
René Taesch (12. února 1952, Forbach – 9. března 2021, Mety) byl francouzský fotograf, hudebník a spisovatel.

## Životopis
Taesch se narodil v Petite-Rosselle v Lotrinsku do chudé rodiny. Ve věku 11 let byl umístěn do pěstounské péče a zažil velké týrání. Po několika letech továrních prací a dokonce i bezdomovectví získal zálibu pro fotografii, hudbu a psaní. V roce 1997 publikoval sbírku s názvem Portrait de groupe avant demolition vydanou Stock. Fotografie vyjadřovaly život v ulicích a byly doprovázeny texty Denise Roberta. Téhož roku se objevil v dokumentu Journal intime des affaires en cours od Philippa Harela. V roce 2007 vydal autobiografii Rue des Singes. V roce 2014 vystavil svou sbírku Human Matos v několika muzeích a galeriích, zejména v Domě kultury a rekreace v Metách.
Kromě své fotografie byl Taesch hudebníkem a vedle skupiny Dewendel's Dämbe hrál žánr známý jako krautrock. V roce 2017 vydali skladbu s názvem Der Himmel Brennt pod agenturami Les Disques de la Face Cachée a Schnitz Production.
René Taesch zemřel na rakovinu v Metách 9. března 2021 ve věku 69 let.

## Diskografie
- La Femme aux trois cerveaux (1995)
- Der Himmel Brennt (2017)